# Frédéric Taulier

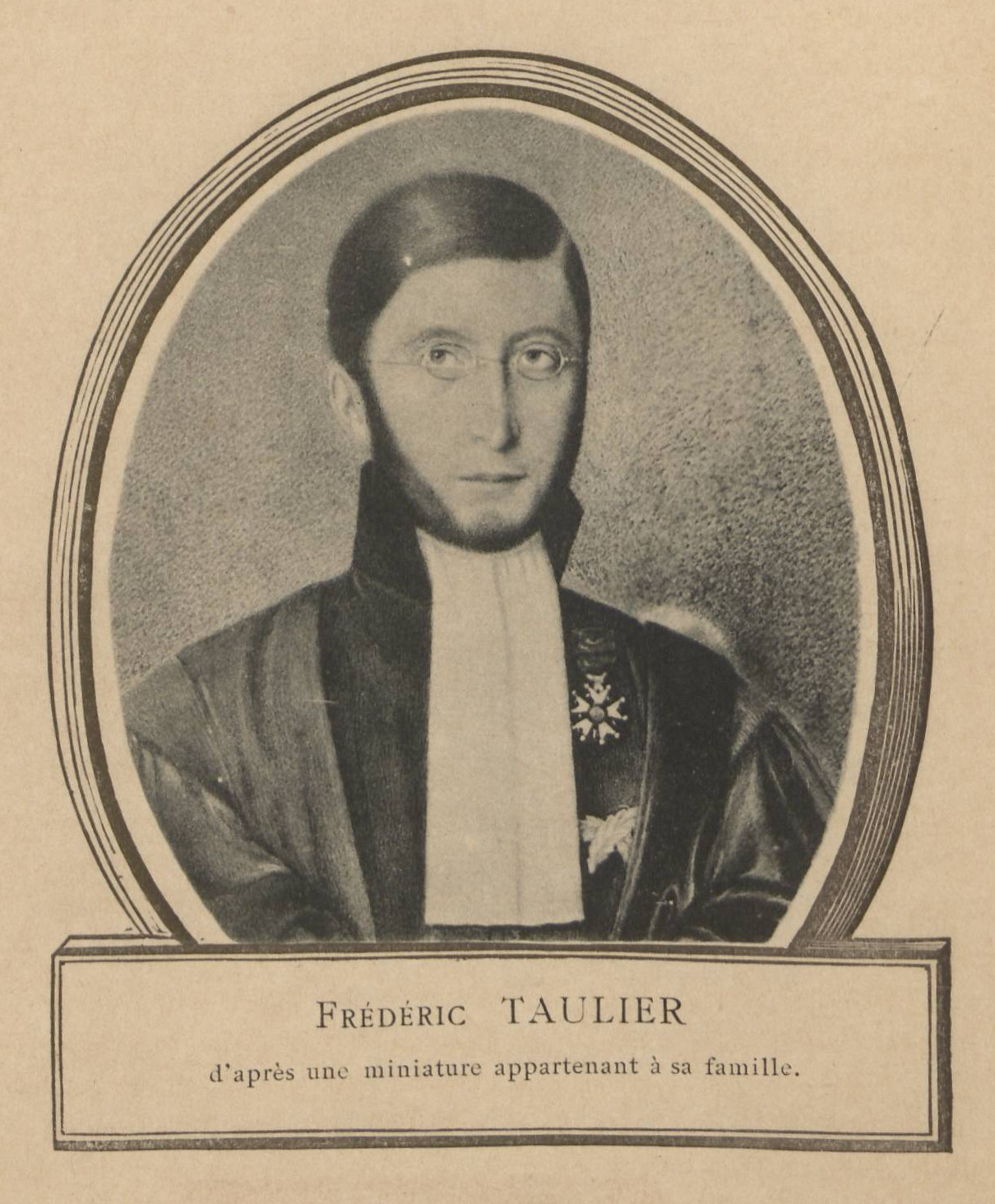
Frédéric Taulier

Frédéric Taulier (* 15. Dezember 1806 in Grenoble; † 22. Januar 1861 ebenda) war ein französischer Rechtsanwalt und Professor sowie zweimaliger Bürgermeister von Grenoble.

## Leben
Taulier studierte Rechtswissenschaft an der Universität Grenoble, wo er im August 1828 zum Doktor der Rechte promovierte. Nach dreijähriger praktischer Tätigkeit in Paris ließ er sich 1831 in Grenoble als Rechtsanwalt nieder. Kurz darauf wurde er im Alter von gerade einmal 32 Jahren auf einen Lehrstuhl für Zivilrecht berufen.
Am 16. Februar 1845 wurde er durch königlichen Erlass zum Bürgermeister von Grenoble ernannt. Während seiner ersten Amtszeit als Bürgermeister wurde 1846 das archäologische Museum der Stadt gegründet und im folgenden Jahr wurden die Stadtbefestigungen fertiggestellt. Im Zuge der Februarrevolution 1848 trat Taulier am 28. Februar 1848 von seinem Amt als Bürgermeister zurück.
Wenige Monate nach der Wahl Louis Napoleon Bonapartes zum Präsidenten der Republik wurde Taulier am 2. April 1849 erneut zum Bürgermeister von Grenoble ernannt.

## Sonstiges
Frédéric Taulier war Ritter der Ehrenlegion und wurde in La Tronche beerdigt.
Zu seinen Ehren trägt eine Straße in Grenoble seinen Namen.

## Veröffentlichungen
- Théorie raisonnée du Code civil, Grenoble und Paris 1840 - 1848 (mehrere Bände)
- Le vrai livre du peuple, ou, Le riche et le pauvre - histoire des institutions de bienfaisance et d’instruction primaire de la ville de Grenoble, Grenoble und Paris 1860